# Reinette du Canada
Reinette du Canada o Reineta de Canadá es el nombre de la variedad cultigen de manzano (Malus domestica).
'Reinette du Canada' es, a pesar de su nombre, un antiguo cultivar francés de manzana domesticada. Es un tipo de manzana reineta dorada, con mucha oxidación, que mantiene la forma en la cocción y se usa principalmente para ese propósito, especialmente en el strudel de manzana.
Incluso hoy en día se considera la manzana "russeting" (pardeamiento áspero superficial que presentan algunas variedades) por defecto de Francia, y también se la conoce como 'Reinette Blanche du Canada' y muchos otros nombres. 'Reinette Grise du Canada' es probablemente también un subcultivo de la misma, pero esto no está claro. 'Reinette du Canada', o cualquier nombre que tenga, probablemente se originó en Normandía (Francia), y se describió por primera vez en 1771.
La fruta es agria y se usa principalmente para cocinar si se cosecha temprano y se usa rápidamente; si se almacena por algún tiempo, se vuelve más suave y dulce, por lo tanto, más recomendado para comer fresco. Florece aproximadamente tres días después del 'Cox's Orange Pippin'.
Esta manzana ganó el Premio al Mérito del Jardín Award of Garden Merit por la Royal Horticultural Society en 1901.

## Sinonimia
- "Amerikanischer Romanite",
- "Angleterre Grosse",
- "Bamporta",
- "Bamposta",
- "Bemposta",
- "Canada",
- "Canada Blanc".
- "Canada blanc (Creuse)",
- "Canada Pippin",
- "Canada Reinette",
- "Canada Renet",
- "Canadai Renet",
- "Canadarenett",
- "Canadian Reinette",
- "Canadisk Reinet",
- "Canadisk Reinette",
- "Cerina di Roma",
- "de Bretagne",
- "de Caen",
- "de Canada",
- "Die Haarlemer Reinette",
- "Die Weiberrei nette",
- "Dittrich's Pracht Reinette",
- "du Canada",
- "Forbes's Large Portugal",
- "Francouzka Reneta",
- "German Green",
- "Gold Reinette",
- "Grose Reinette d'Angleterre",
- "Grosse d'Angleterre",
- "Grosse Englische Reinette",
- "Grosse Goldreinette",
- "Grosse Reinette d'Angleterre",
- "Grosse Reinette du Canada",
- "Grosse Reinette Sts du Canada",
- "Grosse- Reinette d'Angleterre",
- "Grosse-Reinette du Canada",
- "Harlemer Reinette",
- "Hollandische Reinette",
- "Jablko kminove sede",
- "Januarea",
- "Janura",
- "Janurea",
- "Kaiser-Reinette",
- "Kanada",
- "Kanada Reinette",
- "Kanadai Renet",
- "Kanadarenett",
- "Kanadska Reneta",
- "Kminova reneta",
- "Macas d'Espalis",
- "Mala Janura",
- "Mala Janurea",
- "Mela Januera",
- "Mela Janurea",
- "Mela Januria",
- "Michael Henry Pepping",
- "Murner Reinette",
- "Oesterreichische National Reinette",
- "Oestreichische National Reinette",
- "Osterreichische National Reinette",
- "Parieser Rambour Reinette",
- "Pariser Rambour",
- "Pariser Rambour Reinet",
- "Pariser Rambour Reinette",
- "Pariser Rambour renett",
- "Pariser Rambour-Reinette",
- "Pomme de Bretagne",
- "Pomme du Caen",
- "Pomme du Canada",
- "Pomme Madame",
- "Portugal Apple",
- "Portugal Russet",
- "Pracht Reinette",
- "Praire Rambour Reinette",
- "Rambour de Paris",
- "Reinette a Cotes",
- "Reinette Blanche du Canada",
- "Reinette d'Andilly",
- "Reinette d'Angleterre",
- "Reinette de Bretagne",
- "Reinette de Canada a Cotes",
- "Reinette de Canada Blanche",
- "Reinette de Portugal",
- "Reinette du Caen",
- "Reinette du Canada Blanc",
- "Reinette du Canada Blanche",
- "Reinette Grandville",
- "Reinette Grise d'Automne",
- "Reinette Grise du Canada",
- "Reinette Grose de Canada",
- "Reinette Grosse d'Angleterre",
- "Reinette Grosse de Canada",
- "Reinette Incomparable",
- "Reinette Monstreuse de Canada",
- "Reinette Monstreuse du Canada",
- "Reinette Wahre",
- "Reinette Windsor",
- "Reneta Kanadyiska",
- "Riegel Reinette",
- "Rumelins Reinette",
- "Russian Portugal",
- "Stern Reinette",
- "Saint-Helene Russet",
- "Surpasse Reinette d'Angleterre",
- "Unvergleichliche Reinette",
- "Wahre Reinette",
- "Weiber Reinette",
- "Weisse Antillische Reinette",
- "Weisse Antillische Winter Reinette",
- "Wesse Antillische Winterreinette",
- "White Pippin",
- "Windsor Reinette".[6][7]

## Historia
'Reinette du Canada' es una variedad triploide, se cree que probablemente se originó en Normandía, Francia. Mencionado por primera vez en 1771. Recibió el Premio al Mérito de la Royal Horticultural Society en 1901. Las frutas tienen una carne firme, bastante gruesa, algo seca, con un sabor dulce y moderado.
'Reinette du Canada' se cultiva en la National Fruit Collection con el número de accesión: 1948 - 661 y Accession name: Reinette du Canada

Manzanas 'Reinette du Canada'
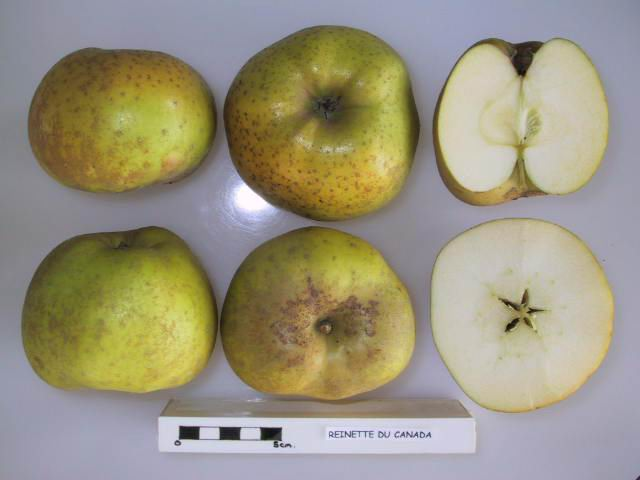
Secciones de la manzana 'Reinette du Canada', National Fruit Collection, (acc. 1948-661).
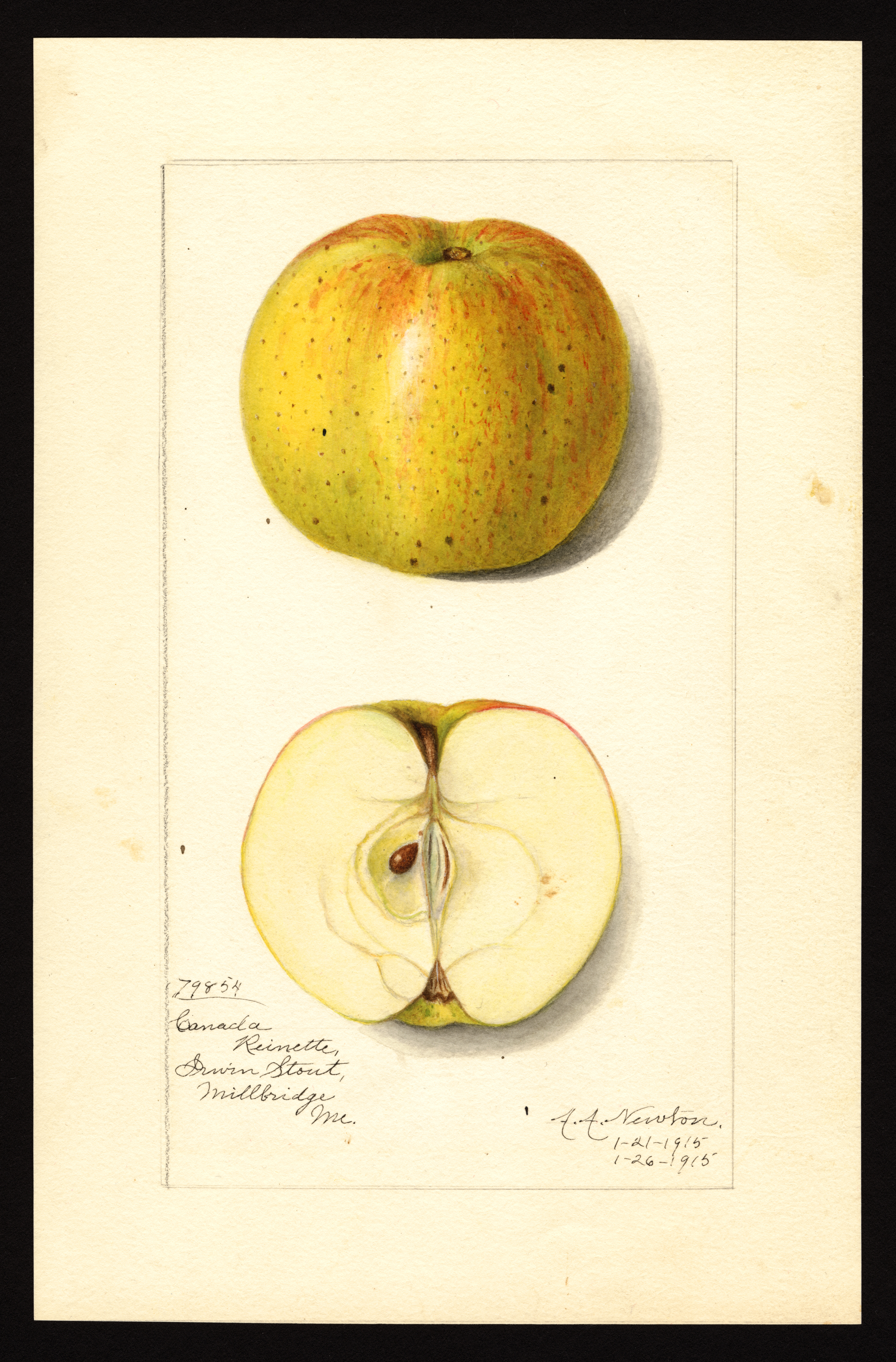
'Pomological Watercolor'.
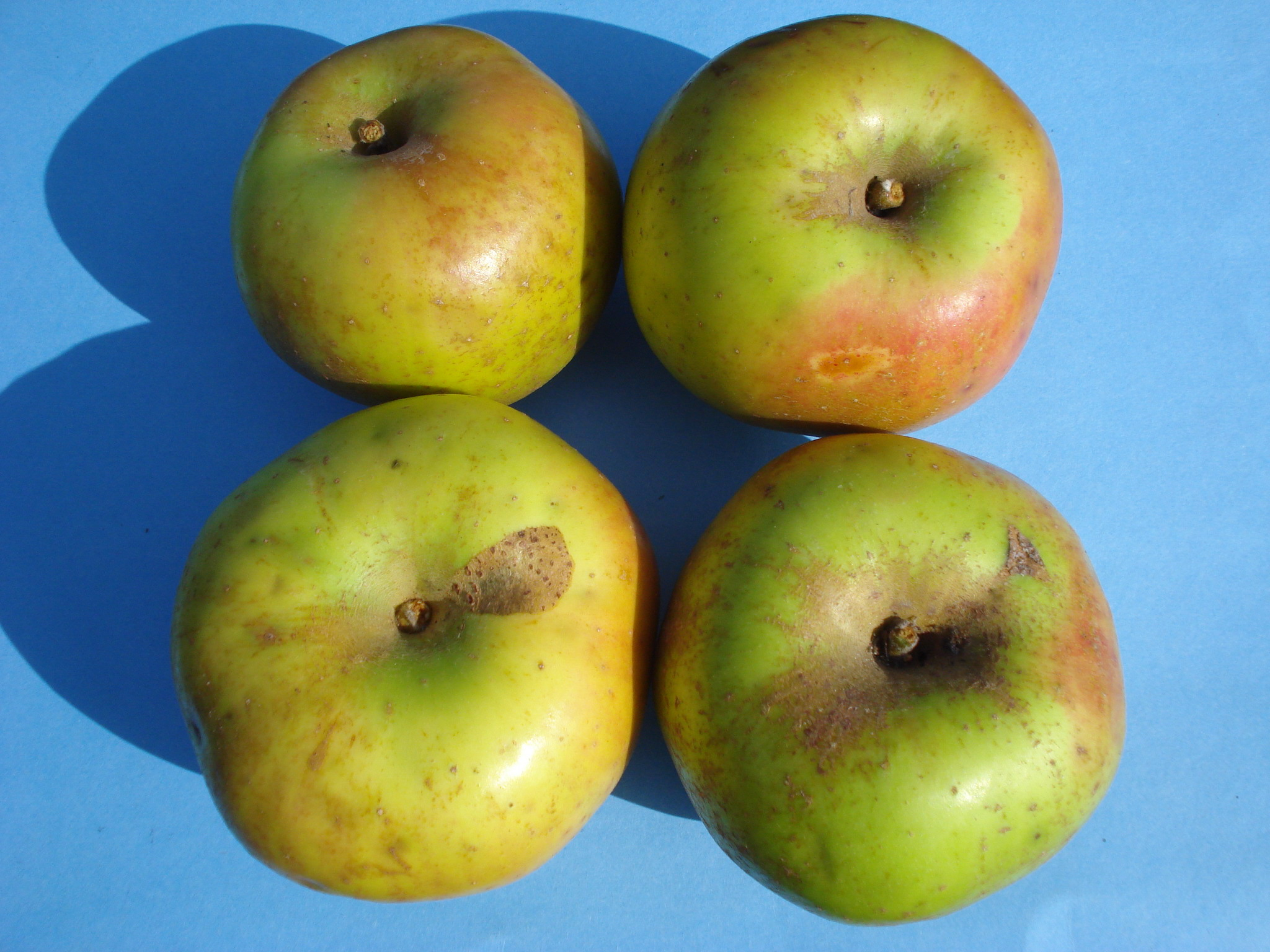
'Jabuka kanada'.